# ФК «Динамо» Москва в сезоне 1943
Сезон 1943 года — 21-й в истории футбольного клуба .
Команда приняла участие в проводимых в период  Великой Отечественной войны чемпионате и кубке Москвы.

## Общая характеристика выступления команды в сезоне
В этом сезоне команда «Динамо», обладающая, в отличие от многих команд, стабильным составом с рядом индивидуально весьма сильных футболистов во всех линиях еще с довоенной поры, являлась главным претендентом на первенство. Однако в течение всего сезона состав (в первую очередь, в нападении) так и не был оптимизирован, и результаты команды, ввиду постепенного восстановления силы основных соперников и обострения борьбы, не были достаточно стабильны.
В чемпионате практически единственным конкурентом был ЦДКА. Динамовцы поначалу возглавляли турнирную таблицу, однако два поражения подряд на финише первого круга — вначале от «Динамо - II», а затем и от основных конкурентов — армейцев — отбросили команду на третье место. Пять побед подряд с начала второго круга вернули шансы на победу, но второе поражение в сезоне в матче с одноклубниками сделало заключительный матч с армейцами формальностью — динамовцы остались вторыми.
В кубке после серии разгромных побед над откровенно слабыми командами, динамовцы в полуфинале были обыграны набирающей силу командой «Торпедо».

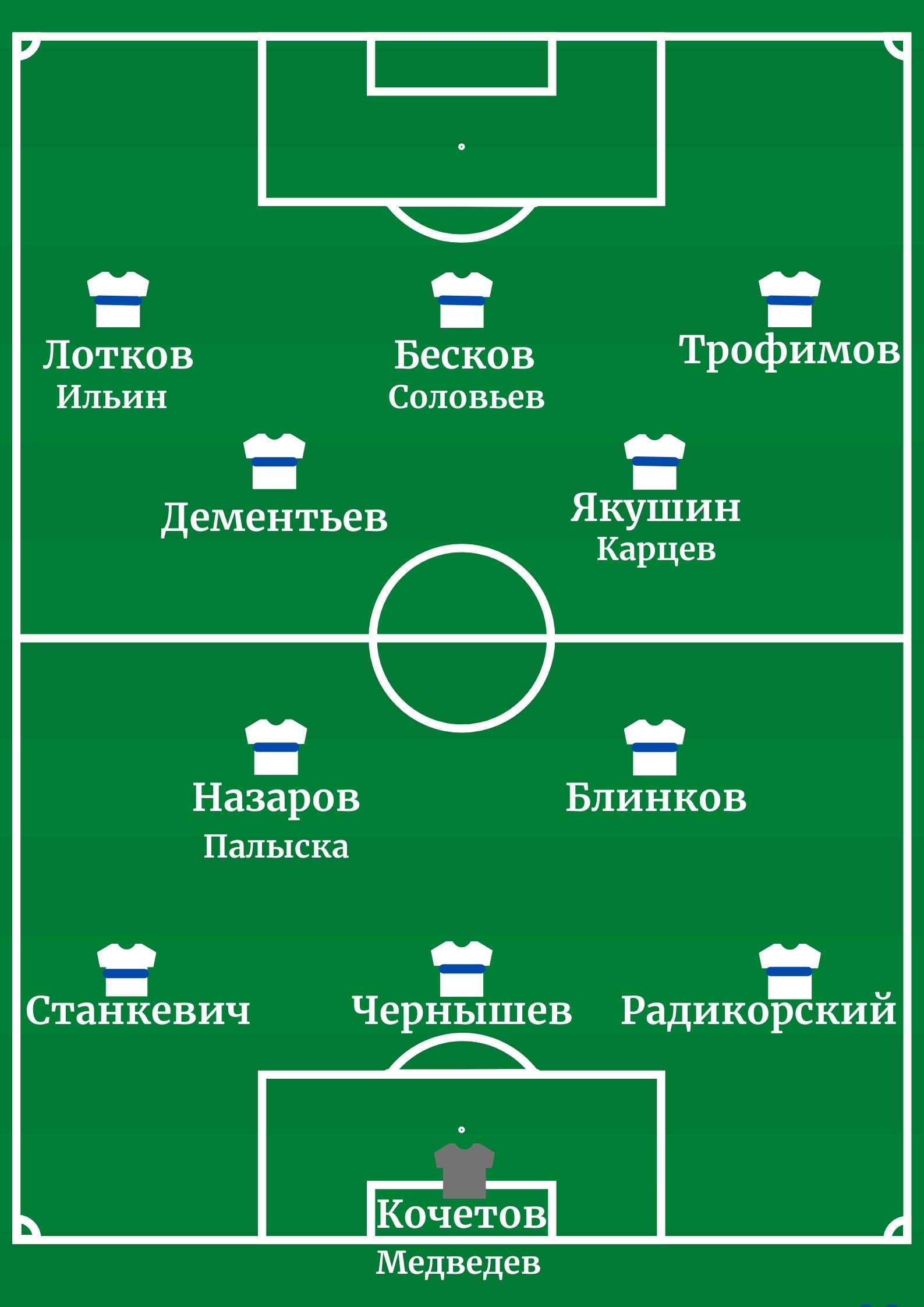

## Команда

### Состав
| Игрок                | Дата рождения    | Сезон в «Динамо» | Бывший клуб            |
| Вратари              | Вратари          | Вратари          | Вратари                |
| -------------------- | ---------------- | ---------------- | ---------------------- |
| Борис Кочетов        | 26 августа 1914  | 3                | «Торпедо» Москва       |
| Николай И.Медведев   | 21 сентября 1918 | 4                | «Динамо» (клубная)     |
| Защитники            |                  |                  |                        |
| Всеволод Радикорский | 3 октября 1915   | 6                | «Динамо» (клубная)     |
| Аркадий Чернышев     | 16 марта 1914    | 8                | «Серп и Молот»         |
| Иван Станкевич       | 11 апреля 1914   | 4                | «Локомотив» Москва     |
| Полузащитники        |                  |                  |                        |
| Всеволод Блинков     | 10 декабря 1918  | 4                | «Динамо» Новосибирск   |
| Александр Назаров    | 26 июля 1915     | 6                | «Динамо» (клубная)     |
| Николай Палыска      | 14 июля 1912     | 4                | «Металлург» Москва     |
| Алексей Пономарёв    | 15 февраля 1913  | 7                | «Динамо» (клубная)     |
| Валерий Бехтенев     | 21 декабря 1914  | 5                | «Динамо» Ростов        |
| Нападающие           |                  |                  |                        |
| Василий Трофимов     | 7 января 1919    | 5                | «Динамо-ТК №1» Болшево |
| Михаил Якушин        | 15 ноября 1910   | 11               | СКиГ                   |
| Константин Бесков    | 18 ноября 1920   | 3                | «Металлург» Москва     |
| Николай Дементьев    | 27 июля 1915     | 4                | «Динамо» Ленинград     |
| Василий Лотков       | 12 августа 1915  | 1                | «Динамо» Ленинград     |
| Сергей Ильин         | 2 июля 1906      | 13               | ЦДКА                   |
| Сергей Соловьев      | 9 марта 1915     | 4                | «Динамо» Ленинград     |
| Василий Карцев       | 9 апреля 1920    | 2                | «Локомотив» Москва     |
| Михаил Семичастный   | 5 декабря 1910   | 8                | ЦДКА                   |

### Изменения в составе
| Поз | Игрок          | Прежний клуб       |
| --- | -------------- | ------------------ |
| Н   | Василий Лотков | «Динамо» Ленинград |

| Поз | Игрок            | Новый клуб         |
| --- | ---------------- | ------------------ |
| В   | Евгений Фокин    | «Динамо» (клубная) |
| З   | Петр Киселёв     | «Локомотив»        |
| З   | Михаил Антоневич | «Динамо - II»      |

## Официальные матчи

### Чемпионат Москвы
Число участников — 8. Система розыгрыша — «круговая» в два круга. Победитель — ЦДКА.
Команда «Динамо» Москва заняла 2-е место.
| 30 мая ЧМ 1 (165) | «Динамо» Москва                  | 3:0     | «Спартак» | Москва                               |
| | - Карцев 17′ 48′ - Дементьев 86′ | (отчёт) |           | Стадион: «Сталинец» Зрителей: 20 000 |
| «Динамо» Москва: Медведев - Радикорский, Чернышев, Станкевич - Блинков, Палыска - Трофимов, Бесков, Карцев (60' Лотков), Дементьев, Ильин «Спартак»: Леонтьев - Вик. Соколов, Сеглин, Вас. Соколов - Малинин, Б.Соколов - Смыслов, Глазков, В.Семенов, В.Степанов, Демин |                                  |         |           |                                      |

| 6 июн ЧМ 2 (166) | «Динамо» Москва | 1:0     | «Торпедо» | Москва                              |
| | - Соловьев 50′  | (отчёт) |           | Стадион: «Сталинец» Зрителей: 8 000 |
| «Динамо» Москва: Медведев - Радикорский, Чернышев , Станкевич - Блинков, Палыска - Трофимов, Якушин, Соловьев, Дементьев, Ильин «Торпедо»: Разумовский - Мошкаркин, Загрецкий, Алякринский - В.Маслов, Н.Морозов-II - Кузин, Г.Жарков , Пономарев, П.Петров, В.Жарков (46' Каричев) |                 |         |           |                                     |

| 13 июн ЧМ 3 (167) | «Динамо» Москва                                                     | 5:4     | «Локомотив»                                               | Москва                           |
| | - Карцев 24′ 48′ - Бесков 32′ - Семичастный 41′ - Якушин 76′ (пен.) | (отчёт) | - 18′ М.Степанов - 35′ Теренков - 44′ Лахонин - 65′ Гусев | Стадион: «Старт» Зрителей: 5 000 |
| «Динамо» Москва: Медведев - Радикорский, Чернышев , Станкевич - Блинков, Палыска - Трофимов, Якушин, Бесков, Карцев, Семичастный «Локомотив»: Гранаткин - Рожнов, Вик.Гуляев, Киселёв - И.Андреев, Богданов - М.Степанов, Лысов, Гусев, Лахонин, Теренков |                                                                     |         |                                                           |                                  |

| 20 июн ЧМ 4 (168) | «Динамо» Москва             | 2:2     | «Крылья Советов»            | Москва                                    |
| | - Дементьев 26′ - Ильин 49′ | (отчёт) | - 76′ Касимов - 83′ Севидов | Стадион: «Динамо» (малый) Зрителей: 5 000 |
| «Динамо» Москва: Медведев - Радикорский, Чернышев , Станкевич - Блинков, Палыска - Трофимов, Якушин, Бесков, Дементьев, Ильин (70' Лотков) «Крылья Советов»: Архаров - Алешин, Чернов, Карелин - Давыдов, В.Егоров - Ратников, Конов, ?.Семенов, Севидов, Касимов |                             |         |                             |                                           |

| 26 июн ЧМ 5 (169) | «Динамо» Москва                  | 3:2     | «Зенит»                      | Москва                                                        |
| | - Дементьев 12′ - Бесков 51′ 54′ | (отчёт) | - 24′ Смагин - 82′ А.Соколов | Стадион: «Сталинец» Зрителей: 10 000 Судья: Н.Павлов (Москва) |
| «Динамо» Москва: Медведев - Радикорский, Чернышев , Станкевич - Блинков, Палыска - Семичастный, Карцев, Бесков, Дементьев, Лотков «Зенит»: Л.Иванов - Яблочкин, Тучков, Пшеничный - Бодров, Рязанцев - Левин-Коган, П.Дементьев, Смагин , А.Соколов, Корнилов (60' Чучелов) |                                  |         |                              |                                                               |

| 4 июл ЧМ 6 (170) | «Динамо» Москва              | 2:4     | «Динамо - II»                                  | Москва                                                              |
| | - Бесков 39′ - Дементьев 44′ | (отчёт) | - 26′ Яковлев - 37′ 68′ Балясов - 78′ Пискарев | Стадион: «Динамо» (малый) Зрителей: 7 000 Судья: И.Широков (Москва) |
| «Динамо» Москва: Медведев - Радикорский, Чернышев , Станкевич - Блинков, Бехтенев 55' - Бесков, Карцев, Соловьев, Дементьев, Лотков · «Динамо - II»: Бычков - Шевцов, Л.Соловьев , Мирошник - Поставнин, Зиновьев - Малявкин, Проворнов, Балясов, Яковлев, Пискарев |                              |         |                                                |                                                                     |

| 18 июл ЧМ 7 (171) | «Динамо» Москва | 1:3     | ЦДКА                             | Москва                                                         |
| | - Соловьев 60′  | (отчёт) | - 20′ Николаев - 26′ 86′ Федотов | Стадион: «Сталинец» Зрителей: 20 000 Судья: И.Широков (Москва) |
| «Динамо» Москва: Кочетов - Радикорский, Чернышев , Станкевич - Блинков, Пономарев - Трофимов, Якушин, Соловьев, Дементьев, Ильин ЦДКА: Никаноров - Прохоров, Лясковский, Пинаичев - А.Виноградов, Шлычков - Шиловский, Николаев, Федотов , Щербатенко, И.Щербаков |                 |         |                                  |                                                                |

| 22 авг ЧМ 8 (172) | «Динамо» Москва            | 2:0     | «Спартак» | Москва                                                        |
| | - Бесков 34′ - Палыска 57′ | (отчёт) |           | Стадион: «Сталинец» Зрителей: 25 000 Судья: Н.Павлов (Москва) |
| «Динамо» Москва: Кочетов - Радикорский, Чернышев , Станкевич - Бехтенев, Палыска - Трофимов, Якушин, Бесков, Дементьев, Лотков «Спартак»: Акимов - Вик.Соколов, Холодков, Вас.Соколов - Малинин, Тимаков - Смыслов, Климов, В.Семенов, Демин, Н.Морозов-I |                            |         |           |                                                               |

| 29 авг ЧМ 9 (173) | «Динамо» Москва | 1:0     | «Торпедо» | Москва                                                       |
| | - Трофимов 25′  | (отчёт) |           | Стадион: «Динамо» Зрителей: 30 000 Судья: И.Широков (Москва) |
| «Динамо» Москва: Кочетов - Радикорский, Чернышев , Станкевич - Блинков, Пономарев (46' Назаров) - Трофимов, Якушин, Бесков, Дементьев, Лотков «Торпедо»: Разумовский - Мошкаркин, Загрецкий, Ремин - Н.Ильин, Н.Морозов-II - Кузин, Г.Жарков , Пономарев, П.Петров, Каричев (46' В.Жарков) |                 |         |           |                                                              |

| 1 сен ЧМ 10 (174) | «Динамо» Москва                                       | 4:0     | «Локомотив» | Москва                                                       |
| | - Бесков 26′ - Карцев 38′ - Дементьев 42′ - Ильин 77′ | (отчёт) |             | Стадион: «Сталинец» Зрителей: 5 000 Судья: С.Руднев (Москва) |
| «Динамо» Москва: Кочетов - Радикорский, Чернышев , Станкевич - Блинков, Назаров - Трофимов, Карцев, Бесков, Дементьев, Лотков (65' Ильин) «Локомотив»: Гранаткин - Рожнов, Вик.Гуляев, Киселёв - И.Андреев , Богданов - М.Степанов, Лысов, Гусев, Лахонин, Теренков |                                                       |         |             |                                                              |

| 5 сен ЧМ 11 (175) | «Динамо» Москва                                                   | 6:0     | «Крылья Советов» | Москва                                                 |
| | - Дементьев 36′ 51′ 67′ - Бесков 58′ - Назаров 77′ - Трофимов 82′ | (отчёт) |                  | Стадион: МВО Зрителей: 10 000 Судья: Н.Павлов (Москва) |
| «Динамо» Москва: Кочетов - Радикорский, Чернышев , Станкевич - Блинков, Назаров - Трофимов, Карцев, Бесков, Дементьев, Лотков (65' Ильин) «Крылья Советов»: Головкин - Алешин, Чернов, Карелин - Давыдов (46' Ильичев), В.Егоров - Ратников, Конов, Алексеев, Севидов, Енушков |                                                                   |         |                  |                                                        |

| 12 сен ЧМ 12 (176) | «Динамо» Москва     | 2:0     | «Зенит» | Москва                                      |
| | - Дементьев 50′ 73′ | (отчёт) |         | Стадион: «Динамо» Судья: И.Широков (Москва) |
| «Динамо» Москва: Кочетов - Радикорский, Чернышев , Станкевич - Блинков, Назаров - Трофимов, Якушин, Соловьев, Дементьев, Лотков «Зенит»: Л.Иванов - Мазанов, Тучков, Пшеничный - Бодров, Рязанцев - Левин-Коган, Сидоров, Смагин , А.Соколов, Чучелов |                     |         |         |                                             |

| 19 сен ЧМ 13 (177) | «Динамо» Москва | 0:3     | «Динамо - II»                                | Москва                                                 |
| |                 | (отчёт) | - 37′ Малявкин - 68′ Проворнов - 85′ Яковлев | Стадион: МВО Зрителей: 10 000 Судья: В.Щербов (Москва) |
| «Динамо» Москва: Кочетов - Радикорский, Чернышев , Станкевич - Блинков, Назаров - Трофимов, Якушин, Бесков, Дементьев, Лотков (46' Ильин) «Динамо - II»: Бычков - Шевцов, Л.Соловьев , Никульцев - Поставнин, Зиновьев - Малявкин, Проворнов, Балясов, Яковлев, Пискарев |                 |         |                                              |                                                        |

| 26 сен ЧМ 14 (178) | «Динамо» Москва | 0:0     | ЦДКА | Москва                                                       |
| |                 | (отчёт) |      | Стадион: «Динамо» Зрителей: 20 000 Судья: Н.Латышев (Москва) |
| «Динамо» Москва: Медведев - Радикорский, Чернышев , Станкевич - Палыска, Семичастный - Бесков, Якушин, Соловьев, Назаров, Ильин ЦДКА: Никаноров - Прохоров, Лясковский, Базовой - А.Виноградов, Шлычков - Гринин, И.Щербаков, Федотов , Николаев, Шиловский |                 |         |      |                                                              |

#### Итоговая таблица
| М | Команда         | И  | В  | Н | П | Мячи    | ±   | О  |
| - | --------------- | -- | -- | - | - | ------- | --- | -- |
|   | ЦДКА            | 14 | 10 | 3 | 1 | 37 − 10 | +27 | 23 |
|   | «Динамо» Москва | 14 | 9  | 2 | 3 | 32 − 18 | +14 | 20 |
|   | «Спартак»       | 14 | 7  | 1 | 6 | 25 − 27 | −2  | 15 |
| 4 | «Торпедо»       | 14 | 5  | 4 | 5 | 22 − 13 | +9  | 14 |

И — игры, В — выигрыши, Н — ничьи, П — проигрыши, Мячи — забитые и пропущенные голы, ± — разница голов, О — очки

#### Движение по турам[10]
| Игра  | 1 | 2 | 3 | 4 | 5 | 6 | 7 | 8 | 9 | 10 | 11 | 12 | 13 | 14 | доп |
| ----- | - | - | - | - | - | - | - | - | - | -- | -- | -- | -- | -- | --- |
| Место | 2 | 1 | 1 | 2 | 1 | 2 | 3 | 2 | 1 | 1  | 1  | 1  | 2  | 2  | 2   |

### Кубок Москвы
Число участников — 17. Система розыгрыша — «олимпийская». Победитель — «Торпедо».
Команда «Динамо» Москва вышла в 1/2 финала турнира.
| 20 июл 1/16 финала КМ 1 (179) | «Динамо» Москва                                                                                  | 12:0    | «Мясокомбинат» | Москва                                                             |
| | - Назаров 7′ 18′ 33′ 64′ 70′ - Трофимов 15′ - Дементьев 22′ 25′ 67′ - Ильин 49′ 69′ - Якушин 77′ | (отчёт) |                | Стадион: «Динамо» (малый) Зрителей: 2 000 Судья: Н.Павлов (Москва) |
| «Динамо» Москва: Кочетов - Радикорский, Чернышев , Станкевич - Блинков, Пономарев - Трофимов, Якушин, Назаров, Дементьев, Ильин (46' Лотков) |                                                                                                  |         |                |                                                                    |

| 25 июл 1/8 финала КМ 2 (180) | «Динамо» Москва                                                                                 | 11:0    | Райсовет «Динамо» | Москва                                                            |
| | - Трофимов 21′ - Соловьев 27′ 61′ 78′ - Дементьев 40′ 49′ 55′ 82′ - Якушин 59′ 85′ - Лотков 68′ | (отчёт) |                   | Стадион: «Динамо» (малый) Зрителей: 2 000 Судья: Н.Мохов (Москва) |
| «Динамо» Москва: Кочетов - Радикорский, Чернышев , Станкевич - Блинков, Назаров - Трофимов, Якушин, Соловьев, Дементьев, Лотков |                                                                                                 |         |                   |                                                                   |

| 28 июл 1/4 финала КМ 3 (181) | «Динамо» Москва                                                                                 | 11:0    | «Судостроитель» | Москва                                                              |
| | - Лотков 16′ 38′ 54′ - Бесков 24′ 71′ - Соловьев 31′ 66′ - Дементьев 42′ 48′ 59′ - Трофимов 87′ | (отчёт) |                 | Стадион: «Динамо» (малый) Зрителей: 2 500 Судья: И.Широков (Москва) |
| «Динамо» Москва: Медведев - Радикорский, Чернышев , Станкевич - Блинков, Пономарев - Бесков, Якушин, Соловьев, Дементьев, Лотков (60' Трофимов) |                                                                                                 |         |                 |                                                                     |

| 1 авг 1/2 финала КМ 4 (182) | «Динамо» Москва | 1:3     | «Торпедо» Москва                                    | Москва                                                          |
| | - Якушин 61′    | (отчёт) | - 57′ П.Петров - 69′ (авт.) Станкевич - 78′ Каричев | Стадион: «Сталинец» Зрителей: 10 000 Судья: В.Васильев (Москва) |
| «Динамо» Москва: Кочетов - Радикорский, Чернышев , Станкевич - Блинков, Назаров - Трофимов, Якушин, Соловьев, Дементьев, Лотков «Торпедо» Москва: Разумовский - Мошкаркин, Загрецкий, Ремин - Н. Ильин, Н.Морозов-II - В. Жарков (63' Каричев), Г.Жарков, Пономарев, Кузин, П.Петров |                 |         |                                                     |                                                                 |

## Товарищеские матчи

#### Матч открытия сезона
| 9 мая ТМ 1 | «Динамо» Москва | 1:2     | ЦДКА                            | Москва                                                |
| | - Трофимов 60′  | (отчёт) | - 2′ Щербатенко - 43′ Шиловский | Стадион: «Сталинец» Зрителей: 20 000 Судья: Н.Латышев |
| «Динамо» Москва: Медведев - Радикорский, Чернышев, Станкевич - Блинков, Бехтенев - Трофимов, Якушин, Бесков, Карцев, Семичастный ЦДКА: Никаноров - Базовой, Лясковский, Пинаичев - А.Виноградов, Шлычков - Шиловский, Николаев, Федотов , И.Щербаков, Щербатенко |                 |         |                                 |                                                       |

#### Предсезонные игры
| 15 мая ТМ 2 | «Динамо» Москва | 11:0    | ДКА Иваново | Иваново           |
|             |                 | (отчёт) |             | Стадион: «Основа» |

| 16 мая ТМ 3 | «Динамо» Москва             | 5:2     | «Динамо» Иваново | Иваново           |
| | - Ильин 18′ - Дементьев 26′ | (отчёт) | - 5′ А.Еремин    | Стадион: «Основа» |
| «Динамо» Москва: Медведев - Радикорский, Чернышев, Станкевич - Блинков, Бехтенев - Трофимов (46' Семичастный), Лотков, Бесков, Дементьев, Ильин «Динамо» Иваново: Колотилов - Баканов, Широков, Фомин - Лобиков, Щибров - Заворотный, Терентьев, А.Ерёмин, Н.Ерёмин, Гусев |                             |         |                  |                   |

#### Тур в Казань
| 26 июл ТМ 4 | «Динамо» Москва | 5:1     | «Динамо» Казань | Казань            |
|             |                 | (отчёт) |                 | Стадион: «Динамо» |

| 27 июл ТМ 5 | «Динамо» Москва | 3:1     | «Динамо» Казань | Казань            |
|             |                 | (отчёт) |                 | Стадион: «Динамо» |

#### Тур в Горький
| 10 сен ТМ 6 | «Динамо» Москва | 1:0     | Горький | Горький           |
|             |                 | (отчёт) |         | Стадион: «Динамо» |

#### Товарищеская игра
| 3 окт ТМ 7 | «Динамо» Москва     | 2:0     | «Спартак» Москва | Москва            |
| | - Соловьев - Бесков | (отчёт) |                  | Стадион: «Динамо» |
| «Динамо» Москва: Кочетов - ... Якушин, Соловьев, Семичастный, Лотков, Бесков... «Спартак» Москва: Леонтьев - ...Тучков, Цуцков, Строганов... |                     |         |                  |                   |

#### Тур в Грузию
| 31 окт ТМ 8 | «Динамо» Москва                   | 3:4     | «Динамо» Тбилиси                                                       | Тбилиси           |
| | - Трофимов 55′ - Блинков 70′ 3:4′ | (отчёт) | - 12′ (пен.) М.Бердзенишвили - 57′ Панюков - 75′ Пайчадзе - 4:2′ Гагуа | Стадион: «Динамо» |
| «Динамо» Тбилиси: Ткебучава - Кикнадзе, Фролов, Солдадзе - М.Бердзенишвили, Гагуа - Джеджелава, Панюков, Пайчадзе, Бережной, Харбедиа |                                   |         |                                                                        |                   |

| 3 ноя ТМ 9 | «Динамо» Москва | 4:3     | «Динамо» Сухуми | Сухуми            |
| |                 | (отчёт) |                 | Стадион: «Динамо» |
| «Динамо» Москва: Кочетов - Качалин, Чернышев, Антоневич - Поставнин, Пономарев - Трофимов, Якушин , Карцев, Дементьев, Ильин |                 |         |                 |                   |

| 4 ноя ТМ 10 | «Динамо» Москва                                       | 8:2     | «Динамо» Сухуми            | Сухуми            |
| | - Соловьев 15′ 8:1′ - Трофимов 47′ 7:1′ - Бесков 6:1′ | (отчёт) | - 16′ Антадзе - 90′ Элчиди | Стадион: «Динамо» |
| «Динамо» Москва: Кочетов - Бехтенев, Семичастный, Станкевич - Поставнин, Пономарев - Трофимов, Якушин , Соловьев, Бесков, Лотков |                                                       |         |                            |                   |

| 8 ноя ТМ 11 | «Динамо» Москва | 3:0     | «Динамо» Тбилиси | Тбилиси           |
| |                 | (отчёт) |                  | Стадион: «Динамо» |
| «Динамо» Тбилиси: Ткебучава - Кикнадзе, Фролов, Солдадзе - М.Бердзенишвили, Гагуа - Джеджелава, Панюков, Пайчадзе, Бережной, Харбедиа |                 |         |                  |                   |

## Статистика сезона

### Игроки и матчи
| Игрок                 | Первенства Москвы | Первенства Москвы | ТМ              | ТМ      | Всего Чемпионат | Всего Чемпионат | Всего Кубок     | Всего Кубок | Всего           | Всего   | Всего международные матчи | Всего международные матчи |
| Игрок                 | Вышел на замену   | Гол               | Вышел на замену | Гол     | Вышел на замену | Гол             | Вышел на замену | Гол         | Вышел на замену | Гол     | Вышел на замену           | Гол                       |
| Вратари               | Вратари           | Вратари           | Вратари         | Вратари | Вратари         | Вратари         | Вратари         | Вратари     | Вратари         | Вратари | Вратари                   | Вратари                   |
| --------------------- | ----------------- | ----------------- | --------------- | ------- | --------------- | --------------- | --------------- | ----------- | --------------- | ------- | ------------------------- | ------------------------- |
| Борис Кочетов         | 10                | (-9)              | 3               | (-5)    | 10              | (-12)           |                 |             | 41              | (-36)   |                           |                           |
| Николай Медведев      | 8                 | (-12)             | 2               | (-4)    | 7               | (-13)           |                 |             | 21              | (-29)   |                           |                           |
| Защитники             |                   |                   |                 |         |                 |                 |                 |             |                 |         |                           |                           |
| Всеволод Радикорский  | 18                |                   | 2               |         | 66              |                 | 2               |             | 114             |         | 1                         |                           |
| Аркадий Чернышев (17) | 18                |                   | 3               |         | 84              | 1               | 7               |             | 139             | 1       | 3                         |                           |
| Иван Станкевич (1)    | 18                |                   | 3               |         | 23              |                 |                 |             | 55              |         | 1                         |                           |
| Полузащитники         |                   |                   |                 |         |                 |                 |                 |             |                 |         |                           |                           |
| Всеволод Блинков      | 16                |                   | 4               | 2       | 18              |                 |                 |             | 65              | 3       |                           |                           |
| Александр Назаров     | 9                 | 6                 | 1               |         | 33              | 17              |                 |             | 52              | 33      |                           |                           |
| Николай Палыска       | 7                 | 1                 |                 |         | 26              | 4               |                 |             | 51              | 6       | 1                         |                           |
| Алексей Пономарёв     | 4                 |                   | 1               |         | 34              | 17              | 7               | 4           | 46              | 23      | 1                         |                           |
| Валерий Бехтенев      | 2                 |                   | 3               |         | 15              | 2               |                 |             | 36              | 6       |                           |                           |
| Нападающие            |                   |                   |                 |         |                 |                 |                 |             |                 |         |                           |                           |
| Василий Трофимов      | 16                | 5                 | 5               | 4       | 29              | 5               |                 |             | 58              | 18      |                           |                           |
| Михаил Якушин         | 13                | 5                 | 4               |         | 95              | 44              | 9               | 2           | 163             | 79      | 4                         | 3                         |
| Константин Бесков     | 11                | 7                 | 4               | 2       | 8               | 3               |                 |             | 31              | 24      |                           |                           |
| Николай Дементьев     | 16                | 20                | 1               | 1       | 27              | 18              |                 |             | 55              | 58      | 1                         | 1                         |
| Василий Лотков        | 14                | 6                 | 2               |         |                 |                 |                 |             | 14              | 6       |                           |                           |
| Сергей Соловьев       | 8                 | 7                 | 2               | 3       | 34              | 28              |                 |             | 70              | 94      | 1                         |                           |
| Сергей Ильин          | 9                 | 4                 | 1               | 1       | 104             | 49              | 9               | 9           | 205             | 135     | 4                         | 2                         |
| Василий Карцев        | 6                 | 5                 | 1               |         |                 |                 |                 |             | 17              | 16      |                           |                           |
| Михаил Семичастный    | 3                 | 1                 | 4               |         | 97              | 52              | 8               | 7           | 128             | 79      | 4                         | 4                         |

### Личные достижения
Динамовцы в списке 33 лучших футболистов
| Турнир            | Игрок                                        | Вышел на замену | Игрок              | Гол |
| ----------------- | -------------------------------------------- | --------------- | ------------------ | --- |
| Сезоны в клубе    | Василий Павлов, Сергей Ильин                 | 13              |                    |     |
| Официальные матчи | Сергей Ильин                                 | 205             | Сергей Ильин       | 135 |
| Чемпионат         | Сергей Ильин                                 | 104             | Михаил Семичастный | 52  |
| Кубок             | Сергей Ильин, Михаил Якушин, Василий Смирнов | 9               | Сергей Ильин       | 9   |

Достижения в сезоне

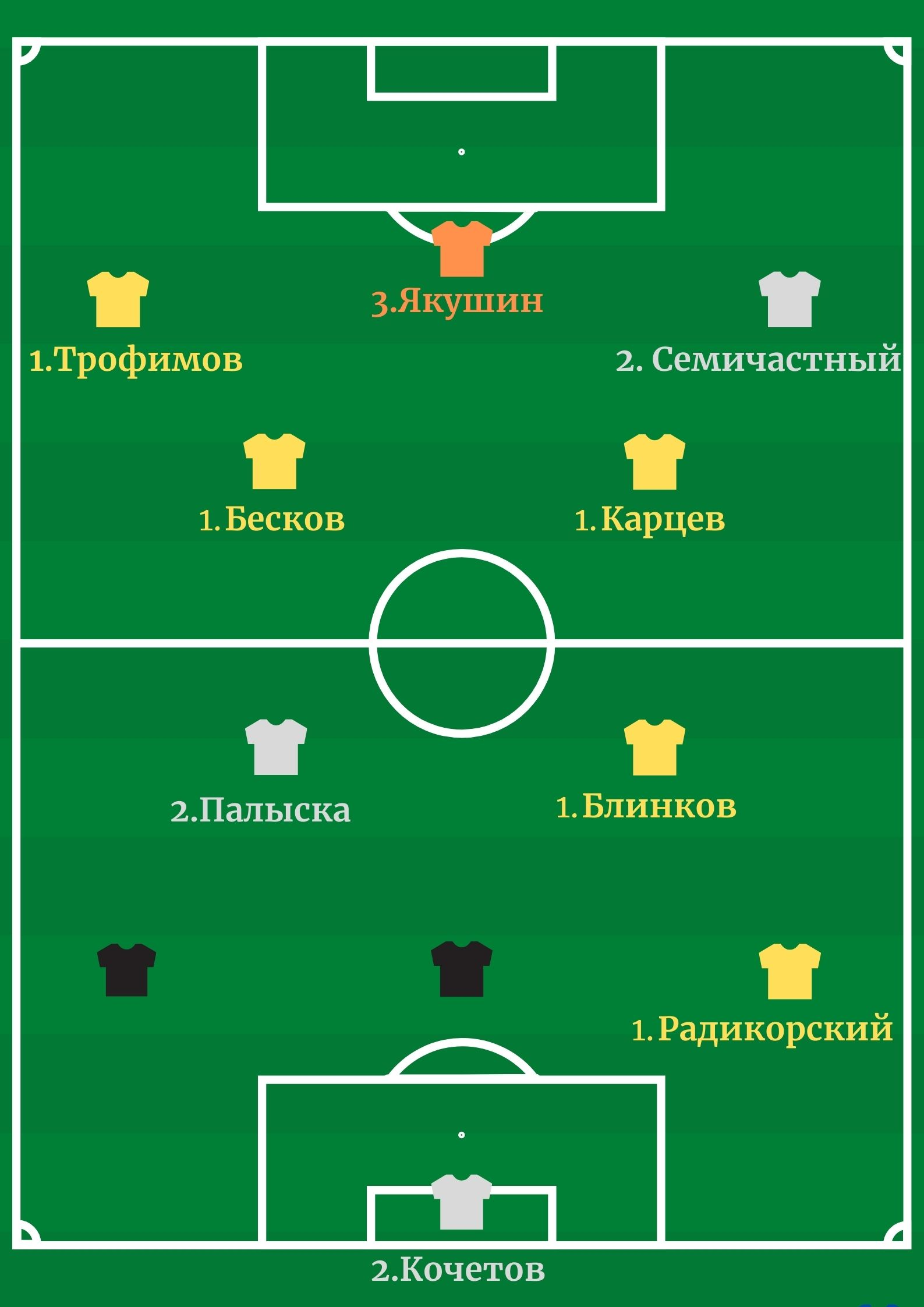

- Сергей Ильин сыграл в 13-м сезоне за «Динамо»
- Сергей Ильин первым сыграл 200-й официальный матч за «Динамо» (всего 205)
- Николай Дементьев в сезоне сделал четыре хет-трика, в том числе три подряд (два собственно хет-трика и «покер») в матчах со слабыми соперниками на ранних стадиях розыгрыша кубка Москвы
- Также по хет-трику сделали в этих же матчах Сергей Соловьев, Василий Лотков и Александр Назаров («пента-трик»)